# Giovanni Giambelli

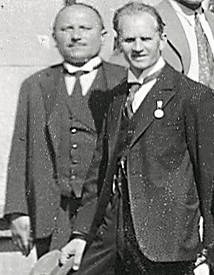
Giovanni Giambelli (esquerda) e Jonas Ekman Fjeldstad no Congresso Internacional de Matemáticos, Zurique 1932

Giovanni Zeno Giambelli (Verona, 29 de junho de 1879 – Messina, 31 de dezembro de 1935) foi um matemático italiano, conhecido pela fórmula de Giambelli.
Foi palestrante convidado do Congresso Internacional de Matemáticos em Zurique (1932).